# Bothriurus guarani
Espèce
Bothriurus guarani est une espèce de scorpions de la famille des Bothriuridae.

## Distribution
Cette espèce est endémique du département de Concepción au Paraguay. Elle se rencontre vers Puerto Fonciere.

## Publication originale
- Maury, 1984 : Dos nuevos Bothriurus de la Argentina y el Paraguay (Scorpiones, Bothriuridae). Acta Zoologica Lilloana, vol. 37, no 2, p. 191-198.